# Eurydice (Néréide)
Pour les articles homonymes, voir Eurydice (homonymie).
Dans la mythologie grecque, Eurydice (en grec ancien Εὐρυδίκη / Eurudíkê) est une Néréide, fille de Nérée et de Doris, citée par Apollodore, Homère et Hygin  dans leurs listes de Néréides.

## Étymologie
Le nom d'Eurydice provient du grec ancien. Il est formé des mots εὐρύς / eurús (large, vaste, sans borne) et δίκη / dikê (justice), signifiant donc à la justice sans bornes.

## Famille
Ses parents sont le dieu marin primitif Nérée, surnommé le vieillard de la mer, et l'océanide Doris. Elle est l'une de leur multiples filles, les Néréides, généralement au nombre de cinquante, et a un unique frère, Néritès. Pontos (le Flot) et Gaïa (la Terre) sont ses grands-parents paternels, Océan et Téthys ses grands-parents maternels.

## Évocation moderne

### Musique
- Elle est citée parmi d'autres Néréides dans la chanson, J'ai croisé les Néréides du groupe breton Tri Yann, dans son album Abysses (2007). Un amalgame est cependant fait dans cette chanson entre Eurydice, l'épouse d'Orphée, et la Néréide Eurydice : « J'ai (...) ramené Eurydice/D'au-delà des Enfers ».

### Zoologie
Le genre de Crustacés des Eurydice tient son nom de la Néréide.